# Desastre
|  | Per a altres significats, vegeu «Desastre (desambiguació)». |

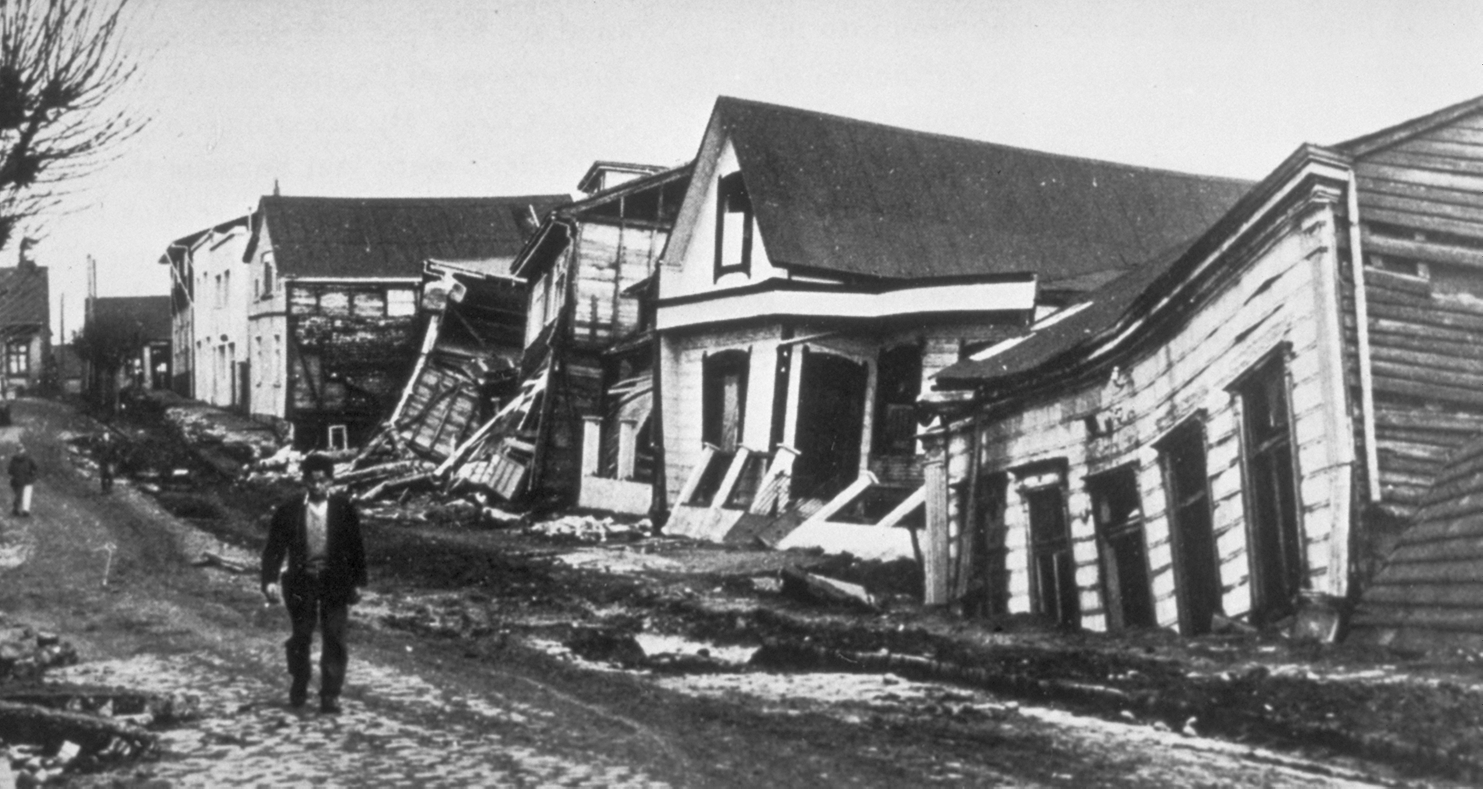
Exemple d'un desastre natural produït pel terratrèmol de l'any 1960 en Valdivia, Xile, el sisme més fort registrat en la història de la humanitat, de magnitud 9,5 en l'escala de Richter.

Un desastre o catàstrofe és un fet natural o provocat per l'home que afecta negativament a la vida, al sustento o a la indústria i desemboca amb freqüència en canvis permanents en les societats humanes i als animals que habiten en aquest lloc; en els ecosistemes i en el medi ambient. Una catàstrofe és un succés que té conseqüències desastroses. Els desastres posen de manifest la vulnerabilitat de l'equilibri necessari per sobreviure i prosperar
.

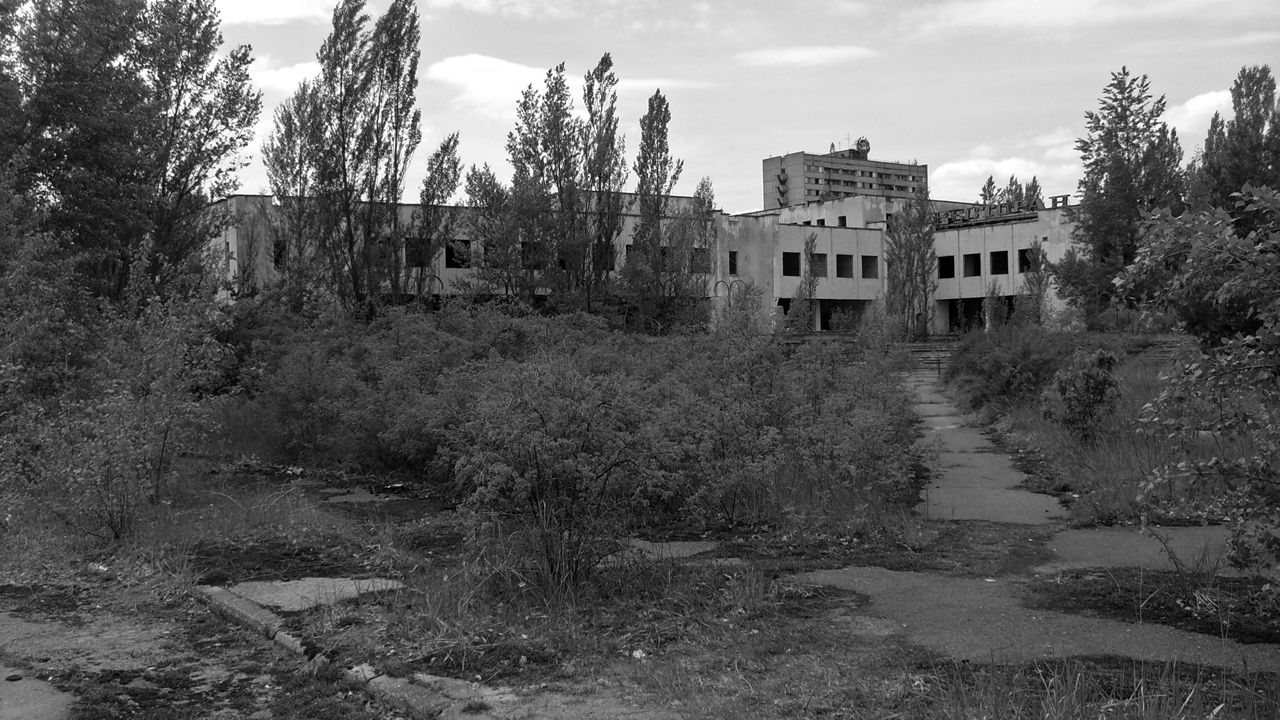
Exemple d'un desastre produït per l'ésser humà: la ciutat de Pripyat, abandonada després del desastre de Chernóbyl, en el qual va explotar un dels reactors de la planta nuclear d'aquesta ciutat. La radiació alliberada va ser unes 500 vegades major que l'alliberada per la bomba atòmica Little Boy llançada en Hiroshima, amb el que es va convertir en la catàstrofe nuclear més greu de la història de la humanitat.

La definició de desastre, per les implicacions pràctiques que porta amb si és generalment reglamentada per llei, per exemple:
| «                                   | S'entén per desastre el dany greu o l'alteració greu de les condicions normals de vida en una àrea geogràfica determinada, causat per fenòmens naturals i per efectes catastròfics de l'acció de l'home en forma accidental, que requereixi per això de l'especial atenció dels organismes de l'estat i d'altres entitats de caràcter humanitari o de servei social. | » |
| — Article 18 del Decret 919 de 1989 | |   |

## Definicions
- Esdeveniment sobtat, calamitós que comporta dany, pèrdua o destrucció[3]);[1]
- Ràpid, instantani o profund impacte en el medi ambient natural i en el sistema socioeconòmic. (Alexander, 1993)[1]
- Esdeveniment concentrat en temps i lloc que amenaça una societat o una divisió relativa d'una societat i que comporta conseqüències no desitjades com a resultat de precaucions que havien estat acceptades culturalment (Turner, 1976).[1]
- Esdeveniment extrem com qualsevol manifestació del sistema de la terra (litosfera, hidrosfera, biosfera o atmosfera) que difereix substancialment del terme mitjà (Alexander, 1993).[1]
- Esdeveniment que té com a resultat la mort o dany per a les persones i valuoses pèrdues com a edificacions, sistemes de comunicació, terres, boscos i medi ambient natural.[1]

- Alteracions intenses en les persones, els béns, els serveis o en el medi ambient, causades per un succés natural o generat per l'activitat humana, que excedeix la capacitat de resposta de la comunitat afectada.[4]

## Etapes i fases dels desastres
Generalment es consideren la següent seqüència d'etapes relacionades amb el que es denomina "Cicle dels Desastres", aquestes fases, amb les seves respectives etapes són les següents:
Gestió de riscos
Component del sistema social constituït per un procés eficient de planificació, organització, adreça i control dirigit a l'anàlisi i la reducció de riscos, el maneig d'esdeveniments adversos i la recuperació davant els ja ocorreguts.
Fins fa pocs anys es parlava del cicle dels desastres, amb fases i etapes, avui es consideren àrees i components que mantenen una relació simbiòtica i que no necessàriament tenen una seqüència temporal.

Àrees i components
Anàlisis de riscos: Estudi d'amenaces i vulnerabilitats
Reducció de riscos: Prevenció, Mitigació
Manejo d'esdeveniments adversos: Preparació, Alerta i Resposta.
Recuperació: Rehabilitació, Reconstrucció
- Abans: Comprèn les activitats que es desenvolupen prèviament a l'ocurrència del desastre:
  - Prevenció: La prevenció està constituïda d'una sèrie d'activitats que es desenvolupen en un període en el qual no existeix la imminència d'un desastre, com a forma d'evitar que aquest ocorri. Les mesures de prevenció poden de divers caràcter. Per exemple: Mesures no estructurals. Establir una normativitat, en àrees sísmiques, perquè les construccions respectin certs paràmetres que les facin resistents als sismes més freqüents. Aquestes mesures tenen efecte a mitjà i llarg termini. Mesures estructurals, per exemple construir un dic de contenció per protegir una determinada àrea contra freqüents inundacions. Aquestes mesures tenen un efecte a llarg termini sempre que intervingui una adequada manutenció d'aquestes. Mesures de gestió a curt termini: Per exemple abans de l'inici del període de pluges intenses programar activitats de neteja dels drenis, perquè les pluges els trobin perfectament operatius. Aquestes mesures tenen un efecte a curt termini, per al proper període de pluges.
  - Mitigació: La mitigació pretén minorar els danys d'un esdeveniment catastròfic, reconeixent que en algunes ocasions és impossible evitar la seva ocurrència. Aquí també es tenen mesures estructurals, com per exemple disposar de construccions construïdes a prova d'huracans, on la població veïna pugui acudir per protegir-se quan s'anuncia el passatge d'un huracà per la zona; i mesures no estructurals, com per exemple disposar d'un servei d'alerta primerenca de l'ocurrència d'un determinat fenomen que pot causar danys a la població,
  - Preparació: Alguns fenòmens que poden arribar a ser catastròfics poden predir-se amb una certa antelació. En aquests casos pot procedir-se a preparar i estructurar una resposta, perquè aquesta sigui ràpida eficient i eficaç.
  - Alerta
- Durant: Són les activitats que es desenvolupen immediatament després d'ocorregut el fenomen natural, durant el període d'emergència.
  - Resposta: Les activitats de resposta a un desastre són les que es desenvolupen immediatament després d'ocorregut l'esdeveniment, durant el període d'emergència. Aquesta activitat pot comprendre accions com: evacuació de les àrees afectades, rescat i assistència sanitària de les persones directament afectades, i altres accions que dependran del tipus de catàstrofe, i que es desenvolupen durant el temps en què la comunitat es troba desorganitzada i els serveis bàsics no funcionen. En la majoria dels desastres aquest període és de curta durada, excepte en casos com a sequeres, fams i conflictes civils. Aquesta fase és la més dramàtica i traumàtica, raó per la qual concentra l'atenció dels mitjans de comunicació i de la comunitat internacional.
- Després: Són la sèrie d'activitats que es desenvolupen després d'ocorregut el desastre, i comprèn:
  - Rehabilitació. La rehabilitació, període de transició que s'inicia després d'acabada la resposta d'emergència, en aquesta etapa es restableixen els serveis bàsics, indispensables en el curt termini, com per exemple el servei de proveïment d'aigua potable.
  - Reconstrucció. La reconstrucció consisteix en la reparació de la infraestructura i la restauració del sistema productiu, a mitjà o llarg termini, amb la intenció d'aconseguir o superar el nivell de desenvolupament previ al desastre.

## Tipus de catàstrofe
Hi ha catàstrofes de tipus natural, ""Tecnològics"" i humanes.

### Naturals
Quan l'esdeveniment lamentable és provocat per la mateixa naturalesa, per exemple el moviment de les plaques tectòniques causant un tsunami o un sisme submarí, la inundació d'un riu, pluges imparables, etc.

### Tecnològics
Exemple Vessi químic, Accident industrial i accidents de trànsits (aeri, terrestre i marítim).

### Provocades per l'ésser humà
Es poden classificar com: bèl·lics i antropogènics
Bèl·lics
És qualsevol destrucció o conflicte fet per l'home caracteritzat per les armes i la violència.
Antropogènics
Són aquells desastres que són generats per l'home tals com: incendis, alguns casos d'inundacions, tecnològics, entre d'altres.

## Conseqüències
1. Implica la pèrdua de la capacitat operativa d'una organització, una localitat, regió o país. Necessita per a la seva resolució la participació cooperativa de diversos grups que normalment no necessiten treballar braç a braç per controlar emergències.
2. Requereix que les parts implicades renunciïn a l'autonomia i llibertat tradicional per produir respostes en conjunt i organitzades. Seguint un comando o estructura predefinida.
3. Canvia el desenvolupament habitual de les mesures.
4. És necessari un acostament entre organitzacions públiques i privades en les operacions.

Segons la magnitud del desastre, pot ocórrer:
1. Destrueix a la major part d'una comunitat.
2. Impedeix als serveis locals fer els seus deures.
3. Provoca un cessament en la majoria de les funcions de la comunitat.
4. Impedeix a les comunitats adjacents l'enviament d'ajuda.

Conceptes associats:
- Emergència ordinària: Un esdeveniment que pot ser controlat localment sense necessitat d'afegir mesures o canvis en el procediment d'atenció és un concepte ampli que es refereix generalment a un succés que provoca un dany o una pertorbació.
- Catàstrofe: Alguns conceptuen erròniament que implica un major grau destructiu que un desastre. L'accepció veritable s'entén millor si es considera la catàstrofe com el "fet" i el desastre com la conseqüència.
- Resiliència: Capacitat d'un sistema, comunitat o societat exposats a una amenaça per resistir, absorbir, adaptar-se i recuperar-se dels seus efectes de manera oportuna i eficaç, la qual cosa inclou la preservació i la restauració de les seves estructures i funcions bàsiques.[5]

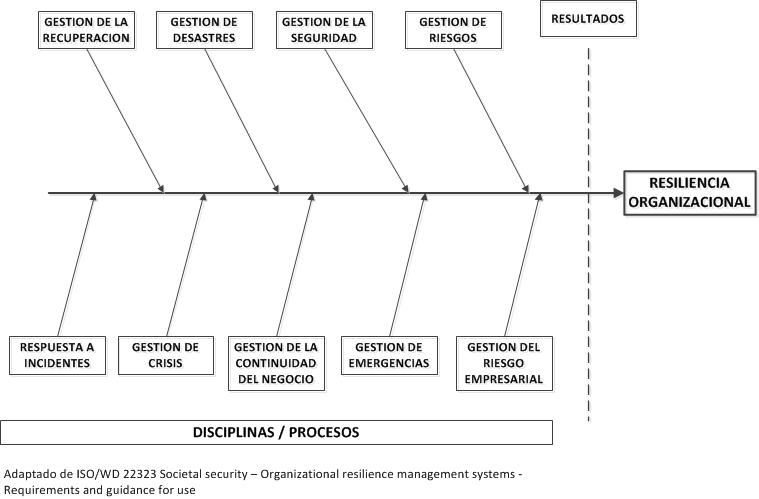
Modelo d'integració

- Amenaça/Perill: Esdeveniment físic, potencialment perjudicial, fenomen i/o activitat humana que pot causar la mort o lesions, danys materials, interrupció de l'activitat social i econòmica o degradació ambiental.[6]
- Gestió del risc de desastres: Conjunt de decisions administratives, d'organització i coneixements operacionals desenvolupats per societats i comunitats per implementar polítiques, estratègies i enfortir les seves capacitats a fi de reduir l'impacte d'amenaces naturals i de desastres ambientals i tecnològics conseqüents.[7]

## Algunes de les catàstrofes més devastadores de la història
- Incendi del Reichstag
- Bombardejos atòmics sobre Hiroshima i Nagasaki: Atacs amb dues bombes nuclears al Japó a la fi de la Segona Guerra Mundial, prop de 220.000 víctimes.
- Accident de Txernòbil: Accident nuclear en una ciutat d'Ucraïna, 31 morts directes. En l'actualitat ja s'expliquen més de 20.000 morts per conseqüència a l'exposició a la radiació, i s'estima que la xifra ascendirà a aproximadament 4.000 víctimes.
- Terratrèmol de Valdivia de 1960: Situat a Xile, és el terratrèmol registrat més gran de la història, amb una magnitud de 9,5° en escala de Richter. Posteriorment esdevé un Tsunami i erupció del volcà Puyehue, a 200 km de l'epicentre. 2.000 víctimes i més de 2.000.000 de damnificats.
- Terratrèmol del Japó de l'11 de març de 2011 va ser un terratrèmol devastador seguit d'un gran tsunami que va deixar milers de morts i centenars de ferits.[8]